# مايك يونغ (مدرب كرة سلة)
مايك يونغ (بالإنجليزية: Mike Young)‏ هو مدرب كرة سلة أمريكي، ولد في 1 مايو 1963 في رادفورد في الولايات المتحدة.

## روابط خارجية
- مايك يونغ على موقع كلية كرة السلة في سبورتس رفرنس.كوم (الإنجليزية)